# Herbert Marcuse

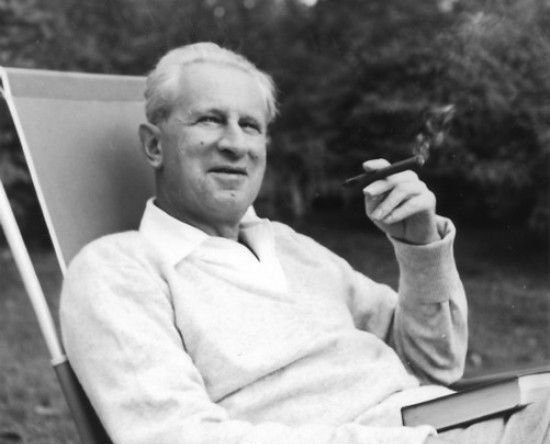
Herbert Marcuse (1955)

Herbert Marcuse (19 tháng 7 1898 - 29 tháng 7 1979) là một nhà triết học, lý luận chính trị và nhà xã hội học người Đức, một thành viên của trường phái Frankfurt. Ông được coi là "cha đẻ của chính trị tân cánh tả". Các tác phẩm chính của ông bao gồm Eros and Civilization, One-Dimensional Man (con người một chiều) và The Aesthetic Dimension. Marcuse là một nhân vật có ảnh hưởng lớn về mặt tư tưởng tới những phong trào cánh tả và học sinh thập niên 1960.

## Liên kết
- Comprehensive 'Official' Herbert Marcuse Website, by one of Marcuse's grandsons, with full bibliographies of primary and secondary works, and full texts of many important works
- "Herbert Marcuse (on-line) Archive" at the Marxists Internet Archive
- Herbert Marcuse Archive, by Herbert Marcuse Association
- Excellent narrative biography by A. Buick Lưu trữ ngày 10 tháng 12 năm 2004 tại Wayback Machine, at worldsocialism.org
- Detailed intellectual biography and essays Lưu trữ ngày 2 tháng 3 năm 2005 tại Wayback Machine, by Douglas Kellner
- Herbert's Hippopotamus: Marcuse and Revolution in Paradise Lưu trữ ngày 3 tháng 12 năm 2008 tại Wayback Machine, biographic documentary on Google video
- Bernard Stiegler, "Spirit, Capitalism, and Superego" Lưu trữ ngày 1 tháng 12 năm 2008 tại Wayback Machine